# Матејев ефекат
У социологији Матејев ефекат представља феномен где богати постају богатији, а сиромашни постају сиромашнији. Како у оригиналној и типичној употреби, означава проблеме славе и статуса, а користи се и у смислу кумулативности капитала. Сам термин измислио је социолог Роберт К. Мертон 1968, и за назив термина узео један библијски стих из Јеванђеља по Матеју. 

## Наука о мрежама
У науци о мрежама, Матејев ефекат се користи да објасни преференцијално припајење ранијих чворова мреже, што значи да ови чворови имају тенденцију да рано привлаче више мрежа. „Због преференцијалног припајања, чвор који стекне више веза него неки други ће повећати своју конективност брже, и тако иницијална разлика између два чвора даље расте како расте мрежа, док ће степен индивидуалних чворова расти пропорционално квадратном корену времена.” Матејев ефекат тако објашњава раст појединих чворова у великим мрежама, као што је Интернет.

## Социологија науке
У социологији науке, Матејев ефекат јесте термин који описује како, између осталог, еминентни научници чешће добијају више признања у поређењу са непознатим научницима, иако су им радови слични, што такође значи да ће признања лакше бити дата научницима који су већ познати. На пример, награде чешће добија најстарији научник, иако је сав рад урадио студент. Ово је касније формулисао Стивен Штајглер у свом закону епонимије — „Ни једно научно откриће није названо по свом оригиналном аутору” где Штајглер експлицитно наводи Мертона као правог аутора, те је његов закон пример самом себи. 
Мертон даље наводи да у научној заједници, Матејев ефекат постоји у мери већој него у репутацији, већ да утиче на шире комуникационе системе и да игра улогу у процесу одабира и резултира концентрацијом ресурса и талента. Даје као пример диспропорционалну видљивост чланака познатих аутора у односу на једнаке или боље чланке непознатих аутора. Такође примећује да концентрација пажње на еминентне појединце може довести до подизања њиховох самопоуздања, и мотивисати их да истражују значајне, али рискантне области.

### Примери
Постоје многи примери Матејевог ефекта у историји науке, и многи примери објашњавају како су познатији научници признати за открића због своје славе, иако су их у открићима претекли други научници. 
- Лабораторијски експерименти који манипулишу бројем скидања одређеног садржаја са интернета или листама бестселера показују како потрошачи прате популарност.[9][10]
- У алгоритамској информационој теорији, Колмогорова комплексност названа је по познатом математичару Андреју Колмогорову иако ју је независно открио Реј Соломонов, годину дана пре Колмогоровог. Ли и Витањи у „Уводу у Комолгорову комплексност и њене примене” (стр. 84), наводе:[11]

Реј Соломонов [...] уводи [оно што је познато као] „Колмогорова комплексност” у дугом тексту 1964.  [...] Ово значи да је Соломонов прави аутор и подиже питање да ли треба говорити о Соломоновљевој комплексности. [...]
- Постоји много неконтроверзних примера Матејевог ефекта у математици, где је концепт заснован на раду једног математиччара (и као такав документован), али је приписан као дело неког каснијег и познатијег математичара који је на том концепту. Примера ради Поенкареов модел диска и Поенкареов модел хиперболичког простора названи су по Анрију Поенкареу, али их је заправо увео Еугенио Белтрами 1868, када је Поенкаре имао 14 година.
- Модел за напредовање у каријери квантитативно садржи Матејев ефекат, у објашњавању расподеле индивидуалних трајања каријера у компетитивним струкама. Ова предвиђања валидирана су анализом емпиријских расподела дужина каријера у науци и професионалном спорту.[12] Ако резултат, несклад између великог броја кратких каријера и релативно мали број екстремно дугих каријера могу бити објашњени механизмом да богати постају богатији, који у свом оквиру пружа искуснијим и познатијим појединцима предност у остваривању каријерних циљева.
- У свом делу из 2011, „Бољи анђели наше природе, зашто је насиље опало”, когнитивни психолог Стивен Пинкер помиње Матејев ефекат у друштвима, где се чини да у једним све иде набоље, а у другима све нагоре. У деветом поглављу свог дела спекулише да би то могло бити резултат тога што се негативно понашање других одражава на прављење хаотичне средине у којој се и други оснажују да се на негативан начин понањају.

У науци, драматичне разлике у продуктивности могу бити објашњени трима феноменима: светом искром, кумулативном предношћу и минимизацијом трошкова истраживања од стране уредника публикација. Парадигма свете искре каже да се научници разликују у својим иницијалним способностима, талентима, вештинама, истајности које неким појединцима дају рану предност. Ови фактори имају мултипликативни ефекат који помаже научнику при стицању ресурса, који даље утичу на њихов успех. Минимизација трошкова од стране уредника публикација настаје када уредници чувају напор и време свесно или несвесно бирајући чланке познатих аутора. Иако је прецизан механизам иза ових феномена непознат, зна се да је један мали проценат свих академских радова привлачи највише пажње и највише је цитиран.

## Образовање
У образовању, термин Матејев ефекат усваја психолог Кит Станович да би описао феномен који је опазио у истраживању како се стичу вештине читања: рани успех у стицању ових вештина обично води до каснијег успеха у читању како ученик расте, док неуспевање с учењем читања у добу до треће или четврте године школовања резултује у доживотним потешкоћама с учењем нових вештина.
Као разлог за ову појаву узима се да деца која заостају у читању читају мање, што повећава разлику између њих и њихових вршњака. У каснијем школовању се тешкоће у читању одражавају и у већини других предмета, и они тако заостају све више и више у односу на своје вршњаке. 